# Karczemka (Ermland-Mazurië)
Karczemka (Duits: Hoffnungsmühle) is een plaats in het Poolse district  Ostródzki, woiwodschap Ermland-Mazurië. De plaats maakt deel uit van de gemeente Małdyty en telt 30 inwoners.